# Salach

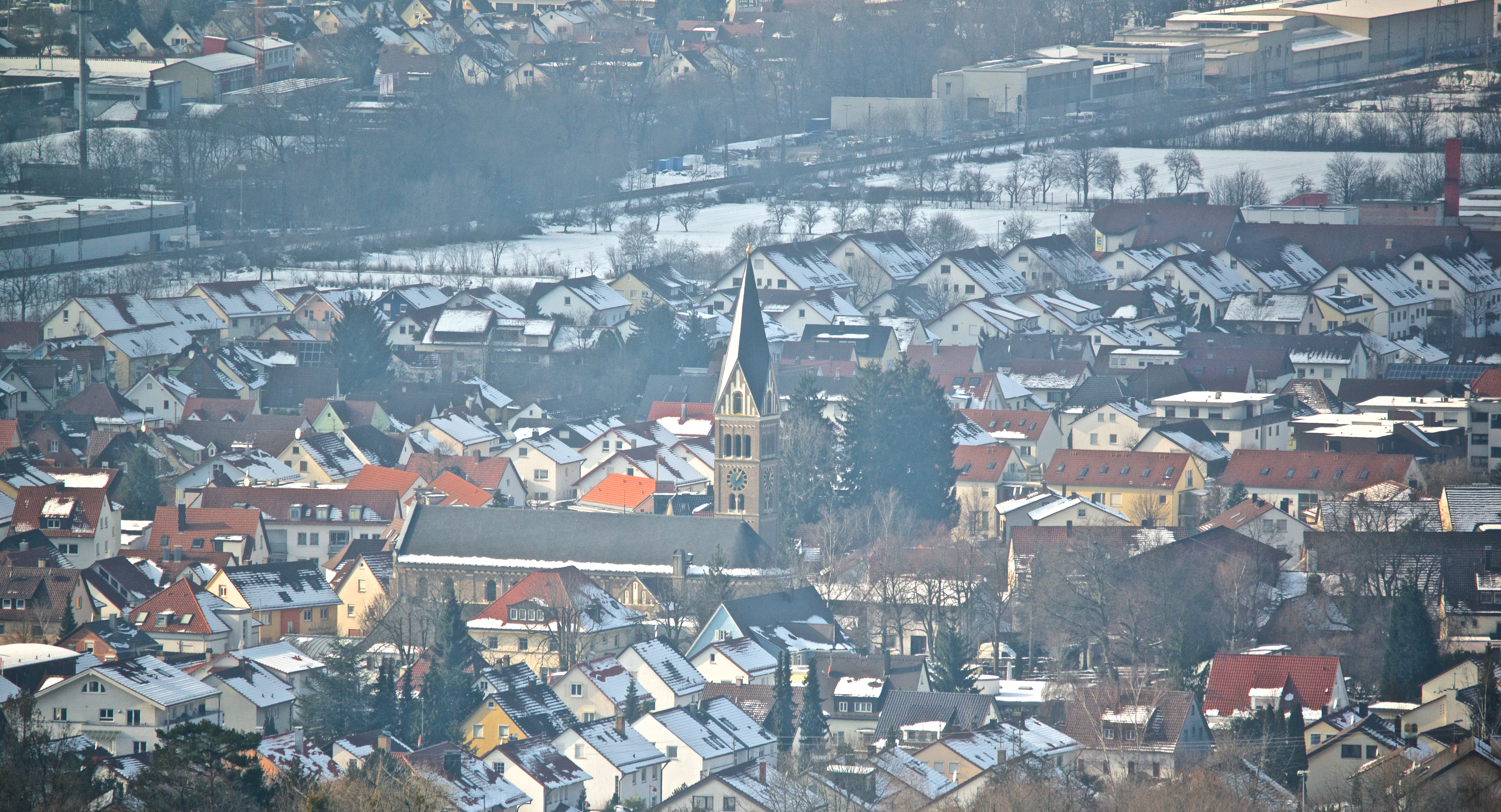
Salach von Staufeneck aus gesehen

Salach ist eine Gemeinde im Landkreis Göppingen in Baden-Württemberg (Deutschland).

## Geographie

### Geographische Lage
Salach liegt im Filstal in 350 bis 563 Meter Höhe, rund sieben Kilometer östlich von der Kreisstadt Göppingen entfernt.

### Nachbargemeinden
Salach grenzt im Norden an Ottenbach, im Osten an die Stadt Donzdorf, im Süden an die Stadt Süßen und im Westen an die Stadt Eislingen.

### Gemeindegliederung

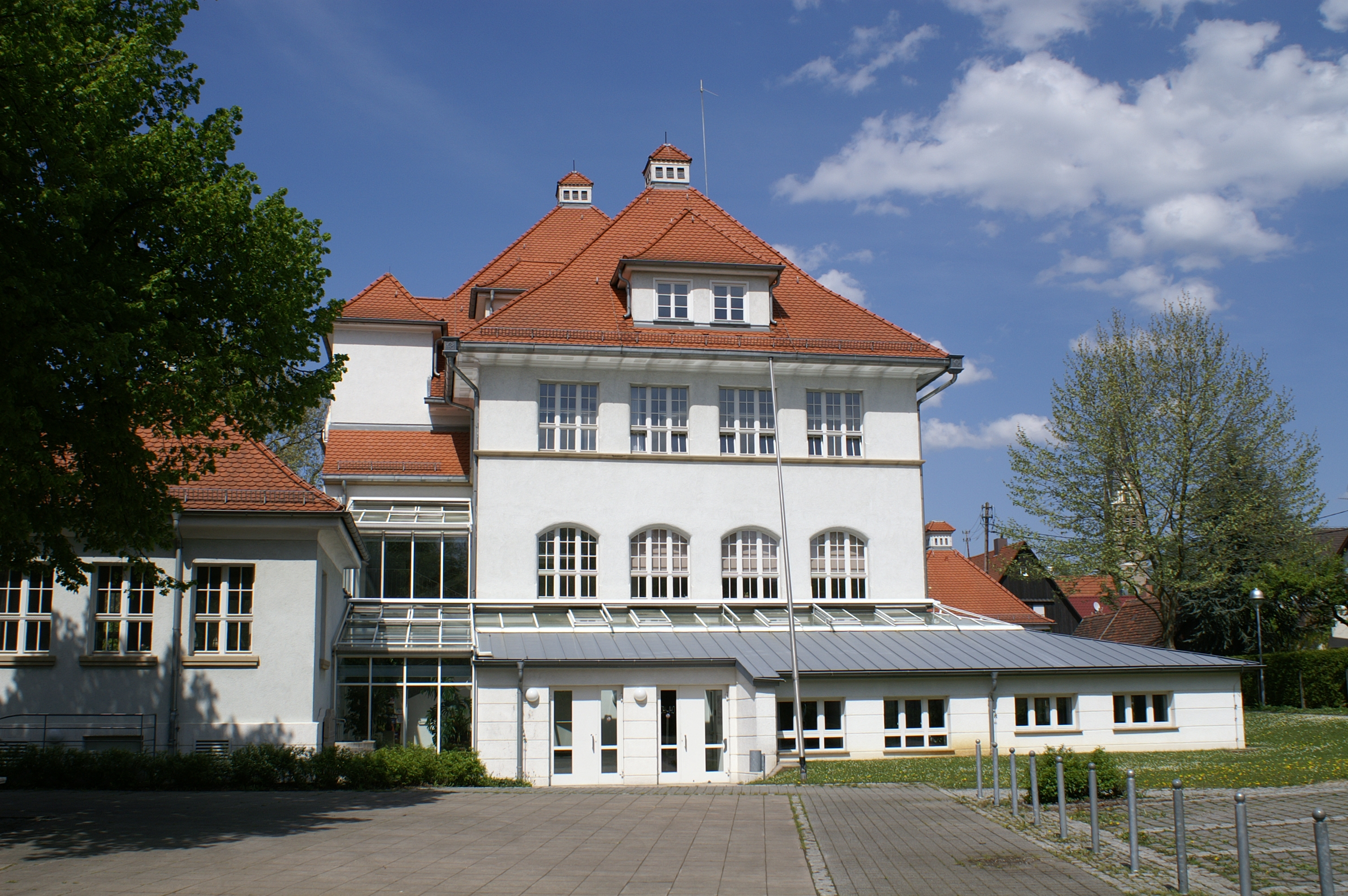
Rathaus in Salach

Zu Salach gehören das Dorf Salach, der Weiler Bärenbach, die Höfe Bärenbachhof, Bärenhöfle, Baierhof, Kapfhöfe und Staufeneck und das Haus Au.

### Flächenaufteilung
Nach Daten des Statistischen Landesamtes, Stand 2022.

## Geschichte

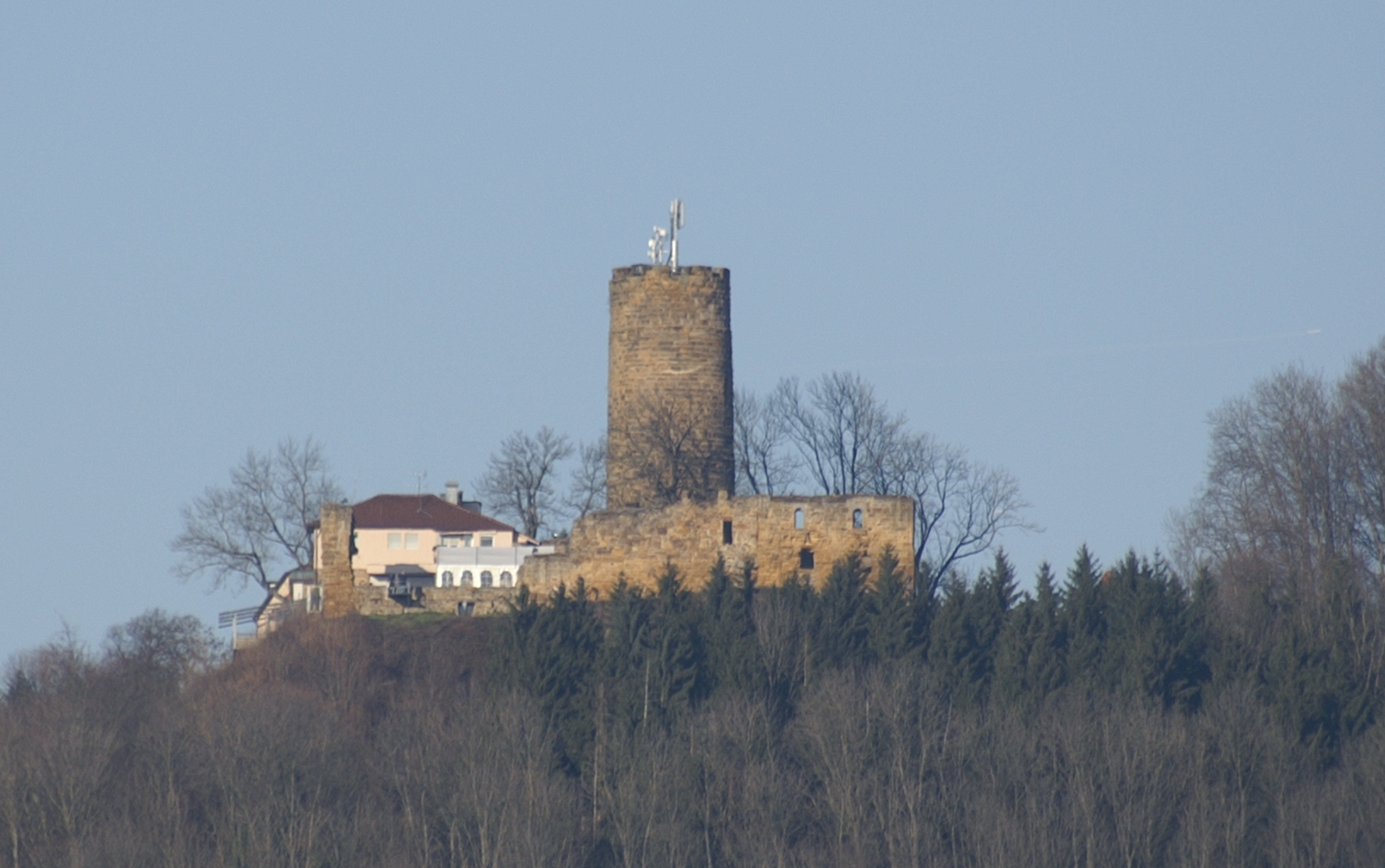
Burg Staufeneck

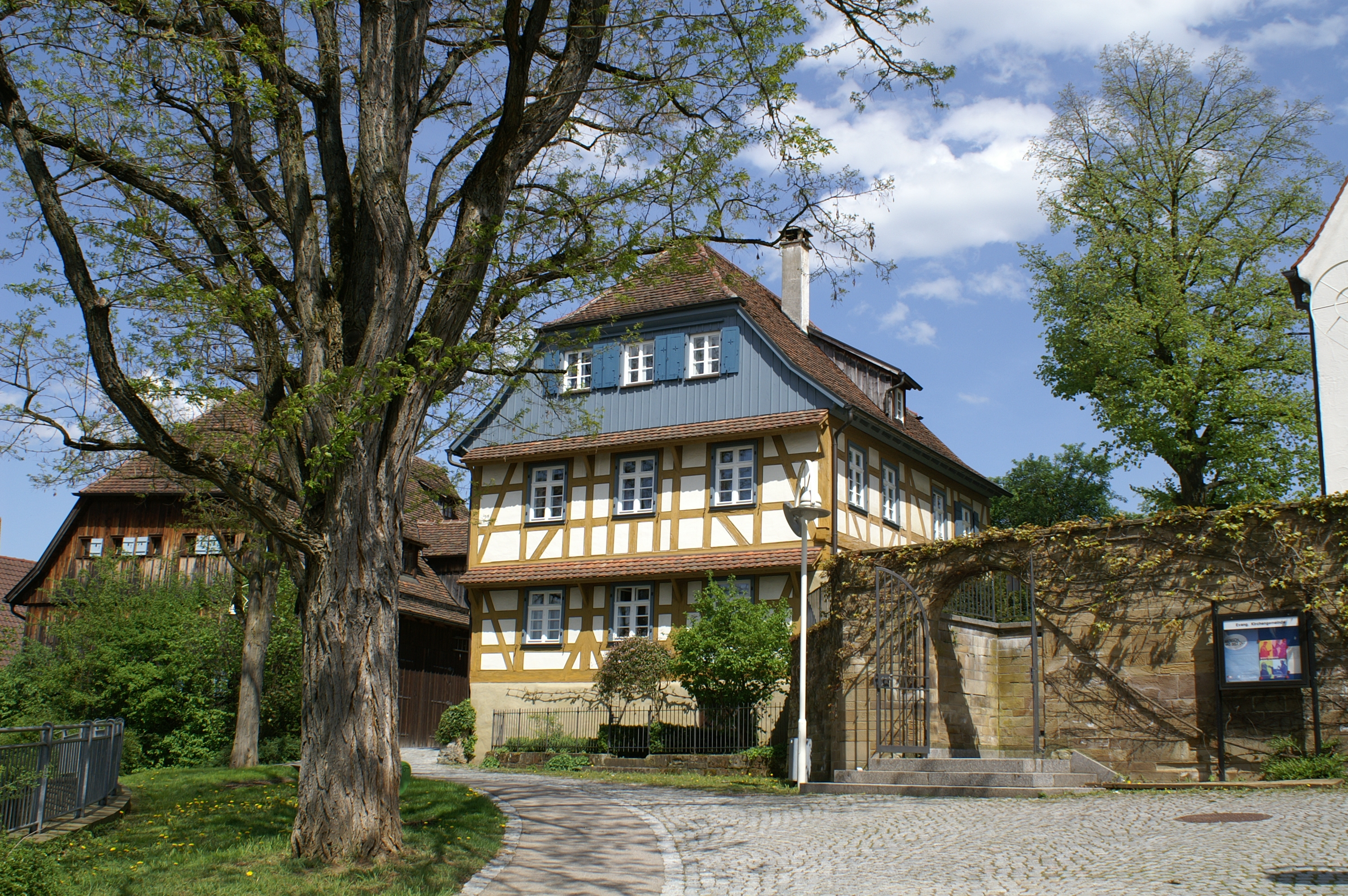
Fachwerkhaus in Salach

### Bis zur frühen Neuzeit
Teilweise überbaut durch das Gewerbegebiet „Steiniger Esch“ befindet sich das römische Kastell Eislingen-Salach im Westen der Gemarkung. Es bestand wohl zwischen 125 n. Chr. und 159 n. Chr.
1275 wird Salach in dem Steuerregister Liber decimationis des Bistums Konstanz erstmals schriftlich erwähnt. Zu dieser Zeit bestand bereits eine Pfarrei. Es herrschten die Herren von Staufeneck, die den Ort 1333 an die Grafen von Rechberg verkauften. Nach dem Aussterben der rechbergischen Hauptlinie übernahmen die Grafen von Degenfeld das Dorf.
Bereits seit 1608 ist eine Schule im Ort nachweisbar. Nach der Schlacht bei Nördlingen waren die schwäbischen Territorien schutzlos den umherziehenden Truppen ausgeliefert. Dabei wurde auch Salach 1635 nahezu vollständig verwüstet.

### Seit dem 19. Jahrhundert
Mit der Mediatisierung kam Salach 1806 an das Königreich Württemberg und wurde dem Oberamt Göppingen zugeordnet.
1847 bekam Salach mit der neuen Filstalbahn Anschluss an das Streckennetz der Königlich Württembergischen Staats-Eisenbahnen.
Bei der Kreisreform während der NS-Zeit in Württemberg gelangte Salach 1938 zum Landkreis Göppingen. 1945 wurde Salach Teil der Amerikanischen Besatzungszone und gehörte somit zum neu gegründeten Land Württemberg-Baden, das 1952 im jetzigen Bundesland Baden-Württemberg aufging.

### Einwohnerentwicklung
Die Einwohnerentwicklung der Gemeinde von 1871 bis 2020.
| Jahr | Einwohner |
| ---- | --------- |
| 1871 | 1077      |
| 1900 | 1858      |
| 1939 | 3638      |
| 1950 | 5289      |
| 1970 | 7123      |
| 1983 | 6415      |
| 1987 | 6793      |
| 1991 | 7257      |
| 1995 | 7674      |
| 2005 | 7867      |
| 2010 | 7748      |
| 2015 | 7921      |
| 2020 | 8080      |

## Politik

### Gemeinderat
Der Gemeinderat in Salach besteht aus den 18 gewählten ehrenamtlichen Gemeinderäten und dem Bürgermeister als Vorsitzendem. Der Bürgermeister ist im Gemeinderat stimmberechtigt. Die Kommunalwahl am 9. Juni 2024 führte zu folgendem Ergebnis.
| Parteien und Wählergemeinschaften | Parteien und Wählergemeinschaften           | % 2024  | Sitze 2024 | % 2019  | Sitze 2019 | Kommunalwahl 2024 %6050403020100 58,73 %33,64 %7,63 % CDUSPDSÖSGewinne und Verlusteim Vergleich zu 2019 %p 10 8 6 4 2 0 −2 −4 −6 −8−10+8,39 %p−9,24 %p+0,85 %pCDUSPDSÖS |
| CDU                               | Christlich Demokratische Union Deutschlands | 50,34   | 11         | 50,34   | 9          | Kommunalwahl 2024 %6050403020100 58,73 %33,64 %7,63 % CDUSPDSÖSGewinne und Verlusteim Vergleich zu 2019 %p 10 8 6 4 2 0 −2 −4 −6 −8−10+8,39 %p−9,24 %p+0,85 %pCDUSPDSÖS |
| SPD                               | Sozialdemokratische Partei Deutschlands     | 42,88   | 6          | 42,88   | 8          | Kommunalwahl 2024 %6050403020100 58,73 %33,64 %7,63 % CDUSPDSÖSGewinne und Verlusteim Vergleich zu 2019 %p 10 8 6 4 2 0 −2 −4 −6 −8−10+8,39 %p−9,24 %p+0,85 %pCDUSPDSÖS |
| SÖS                               | Salach Ökologisch Sozial                    | 7,63    | 1          | 6,78    | 1          | Kommunalwahl 2024 %6050403020100 58,73 %33,64 %7,63 % CDUSPDSÖSGewinne und Verlusteim Vergleich zu 2019 %p 10 8 6 4 2 0 −2 −4 −6 −8−10+8,39 %p−9,24 %p+0,85 %pCDUSPDSÖS |
| gesamt                            | gesamt                                      | 100,0   | 18         | 100,0   | 18         | Kommunalwahl 2024 %6050403020100 58,73 %33,64 %7,63 % CDUSPDSÖSGewinne und Verlusteim Vergleich zu 2019 %p 10 8 6 4 2 0 −2 −4 −6 −8−10+8,39 %p−9,24 %p+0,85 %pCDUSPDSÖS |
| Wahlbeteiligung                   | Wahlbeteiligung                             | 60,05 % | 60,05 %    | 58,34 % | 58,34 %    | Kommunalwahl 2024 %6050403020100 58,73 %33,64 %7,63 % CDUSPDSÖSGewinne und Verlusteim Vergleich zu 2019 %p 10 8 6 4 2 0 −2 −4 −6 −8−10+8,39 %p−9,24 %p+0,85 %pCDUSPDSÖS |

### Bürgermeister und Schultheißen von Salach
Der Funktion des Schultheiß entsprach im 17. bis zum 19. Jahrhundert dem eines Ortsvorstehers im Sinne eines Bürgermeisters
- 1807–1808: Johann Georg Geiger
- 1809–1836: Josef Holl
- 1836–1876: Johann Adam Dangelmaier
- 1876–1884: Leonhardt Preßmar
- 1884–1887: Eduard Bareiß
- 1887–1919: Eugen Kaißer

Der Bürgermeister wird in direkter Wahl für eine Amtszeit von acht Jahren gewählt.
- 1919–1945: Alfons Hagel (ab 1. Dezember 1930 Bürgermeister, vorher Schultheiß)
- 1945–1948: Karl Laible (kommissarisch)
- 1948–1978: Siegfried Schell
- 1978–1986: Udo Weiss (SPD)
- 1986–2000: Bernhard Ilg (CDU)
- 2000–2016: Bernd Lutz
- 2016–2022: Julian Stipp (SPD)
- seit 2023: Dennis Eberle (CDU)

Bürgermeister ist seit dem 13. Januar 2023 Dennis Eberle (CDU). Er wurde am 16. Oktober 2022 mit 52,8 Prozent der Stimmen gewählt. Er folgte Julian Stipp (SPD) nach, der im April 2016 im ersten Wahlgang gegen neun Mitbewerber mit 69,2 Prozent der Stimmen zum Bürgermeister gewählt wurde. Aufgrund seiner Wahl zum Oberbürgermeister von Mosbach am 26. Juni 2022 endete Stipps Amtszeit in Salach Ende August 2022.

### Wappen und Flagge
|  |  |

| | Blasonierung: „In Gold ein blauer Löwe.“ |
| Wappenbegründung: Das Wappen zeigt einen blauen stehenden Löwen auf gelbem Schild. Es ist gleich dem Wappen der Herren von Staufeneck, deren Stammburg als Ruine auf der Markung Salach steht. Die Verwendung als Ortswappen wurde 1912 von der Archivdirektion in Stuttgart vorgeschlagen, die Genehmigung samt blau-gelber Flagge erfolgte am 7. März 1960 durch den Innenminister von Baden-Württemberg. |                                          |

### Partnerschaften
Partnergemeinde von Salach ist seit dem 17. September 1971 die Gemeinde Fougerolles im Département Haute-Saône in Frankreich. Sie war die erste Partnerschaft einer deutschen und einer französischen Gemeinde im Landkreis Göppingen.

## Wirtschaft und Infrastruktur

### Verkehr
Salach liegt an der Bundesstraße 10 (Lebach–Augsburg).
Durch Salach führt der Radschnellweg RS 14 Filstal von Geislingen an der Steige nach Reichenbach an der Fils, welcher teilweise fertiggestellt ist. Auch durch eine Alltagsradroute aus dem Radnetz Baden-Württemberg ist Salach über Süßen, Gingen und Kuchen mit Geislingen an der Steige und in der anderen Richtung über Eislingen und Göppingen mit Reichenbach verbunden.
Die Gemeinde liegt im Gebiet des Verkehrs- und Tarifverbund Stuttgart und verfügt über einen Haltepunkt an der 1847 eröffneten Filstalbahn von Stuttgart nach Neu-Ulm. Hier halten im Halbstundentakt Metropolexpress-Züge. Darüber hinaus bestehen regelmäßige Busverbindungen unter anderem nach Göppingen, Ottenbach, Donzdorf und Böhmenkirch.

### Ansässige Unternehmen
Salach ist Sitz des Briefzentrums 73 (Bereich Göppingen) der Deutschen Post AG. Es wurde am 28. November 1997 eröffnet. Ferner haben der Werkzeugmaschinenhersteller EMAG, die Gebäudetechnikfirma HELDELE und ein Unternehmen für Befestigungstechnik (Automobilzulieferer) hier ihren Sitz.

### Bildung
In Salach gibt es eine Grund- und Gemeinschaftsschule.

### Feuerwehr
Der Gefahrstoffzug des Landkreises Göppingen ist in Salach stationiert.

## Sehenswürdigkeiten
- Burgruine Staufeneck

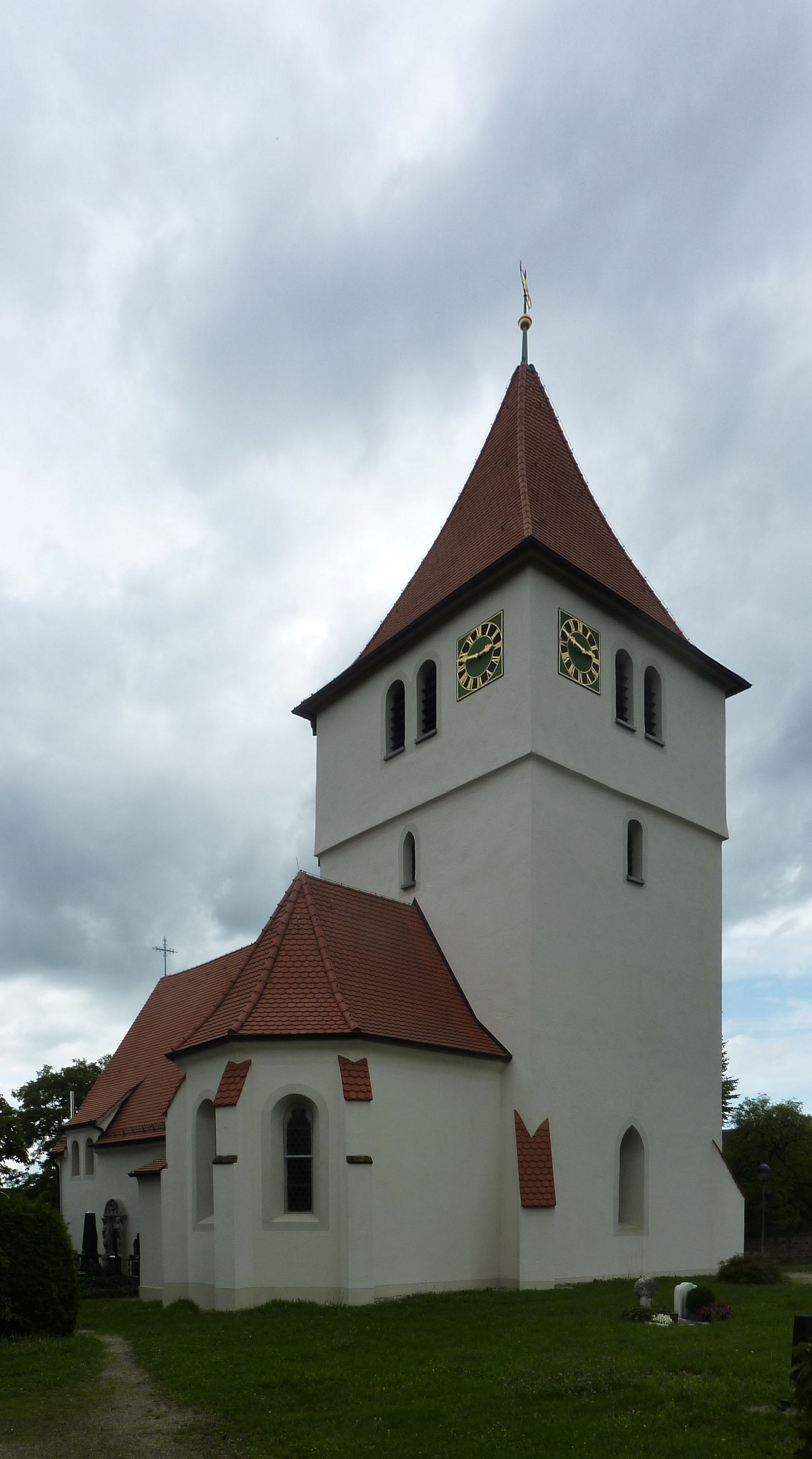
Evangelische Margaretenkirche

- Kapelle St. Lucia und Ottilia in Bärenbach
- Katholische Kirche St. Margaretha
- Evangelische Margaretenkirche
- Rathaus
- Stauferlandhalle
- Schachenmayr-Freibad
- Schachenmayr-Siedlung

## Persönlichkeiten

### Ehrenbürger
Die Gemeinde Salach hat folgenden Personen das Ehrenbürgerrecht verliehen:
- 15. November 1923: Otto Bareiß, Kommerzienrat und Förderer der heimischen Industrie
- 1. Oktober 1927: Conrad Bareiß, Fabrikant
- 17. Oktober 1934: Oskar Moritz, Fabrikdirektor
- 21. April 1948: Hattie Bareiß, Witwe von Conrad Bareiß
- 27. September 1970: Karl Leicht, Pfarrer
- 2. November 1981: Siegfried Schell, Bürgermeister a. D.
- 28. Juni 1996: Henri Coulin, Bürgermeister a. D. der Partnerstadt Fougerolles
- 5. Dezember 2003: Eugen Josef Burkhardtsmaier, Gemeinderat

### Persönlichkeiten
- Anselm Schott (1843–1896), geboren auf Burg Staufeneck, Benediktinerpater, Herausgeber des Messbuchs für Laien
- Anton Schott (1846–1913), geboren auf Burg Staufeneck, Tenor und Opernsänger, Bruder von Anselm Schott
- Heinrich Stoll (1847–1914), Unternehmer
- Hermann Finckh (1910–1962), Politiker (CDU), Landtags- und Bundestagsabgeordneter
- Sigrid Müller (* 1964), katholische Theologin und Inhaberin des Lehrstuhls für Moraltheologie an der Katholisch-Theologischen Fakultät der Universität Wien
- Peter Hofelich (* 1952), Politiker (SPD), von 2006 bis 2021 Landtagsabgeordneter für den Landtagswahlkreis Göppingen, Staatssekretär im Ministerium für Finanzen und Wirtschaft Baden-Württemberg (2015–2016)
- Stefanie Bielmeier (* 1954), Schriftstellerin und Kunsthistorikerin, lebte von 1954 bis 1973 in Salach
- Alexander Brenner (* 1958), Architekt
- Andreas Wahl (* 1964), Richter am Bundessozialgericht
- Klaus Wöller (1956–2024), Handballspieler, lebte von 1993 bis zu seinem Tod in Salach
- Nicole Razavi (* 1965), Politikerin (CDU), Landtagsabgeordnete für den Landtagswahlkreis Geislingen (seit 2006), Ministerin für Landesentwicklung und Wohnen Baden-Württemberg (seit 2021)
- Laura López Castro (* 1980), Sängerin, in Salach aufgewachsen
- Uwe Igler (* 1964), Fußballspieler